# UCI ProTour 2007
L'edició del 2007 de l'UCI ProTour va ser la tercera edició d'aquesta competició introduïda per l'Union Cycliste Internationale per substituir l'antiga Copa del Món UCI. Cadel Evans, triomfa en la classificació final, mentrestant, el Team CSC, guanyador per equips el 2005 i 2006, repeteix la classificació per equips. Itàlia s'emportarà la classificació per nacions.

## Equips de l'UCI ProTour 2007
De cara al 2007, els equips Unibet.com i Astana van substituir els l'equips Astana-Würth i Phonak dissolts a la fi de la temporada 2006
| Codi | Equip              | País         |
| ---- | ------------------ | ------------ |
| AGR  | AG2R Prévoyance    | França       |
| AST  | Astana             | Suïssa       |
| BTL  | Bouygues Telecom   | França       |
| COF  | Cofidis            | França       |
| CRE  | Crédit Agricole    | França       |
| CSC  | Team CSC           | Dinamarca    |
| DSC  | Discovery Channel  | Estats Units |
| EUS  | Euskaltel-Euskadi  | Espanya      |
| GCE  | Caisse d'Epargne   | Espanya      |
| FDJ  | Française des Jeux | França       |

| Codi | Equip                 | País          |
| ---- | --------------------- | ------------- |
| GST  | Gerolsteiner          | Alemanya      |
| LAM  | Lampre-Fondital       | Itàlia        |
| LIQ  | Liquigas              | Itàlia        |
| MRM  | Milram                | Itàlia        |
| PRE  | Predictor-Lotto       | Bèlgica       |
| QSI  | Quick Step-Innergetic | Bèlgica       |
| RAB  | Rabobank              | Països Baixos |
| SDV  | Saunier Duval-Prodir  | Espanya       |
| TMO  | T-Mobile Team         | Alemanya      |
| UNI  | Unibet                | Suècia        |

## Calendari de l'UCI ProTour 2007
| Cursa                         | Guanyador            | Equip                |
| ----------------------------- | -------------------- | -------------------- |
| París-Niça                    | Alberto Contador     | Discovery Channel    |
| Tirreno-Adriatico             | Andreas Klöden       | Astana               |
| Milà-Sanremo                  | Óscar Freire         | Rabobank             |
| Tour de Flandes               | Alessandro Ballan    | Lampre-Fondital      |
| Volta al País Basc            | Juan José Cobo       | Saunier Duval-Prodir |
| Gand-Wevelgem                 | Marcus Burghardt     | T-Mobile Team        |
| París-Roubaix                 | Stuart O'Grady       | Team CSC             |
| Amstel Gold Race              | Stefan Schumacher    | Gerolsteiner         |
| Fletxa Valona                 | Davide Rebellin      | Gerolsteiner         |
| Lieja-Bastogne-Lieja          | Danilo Di Luca       | Liquigas             |
| Tour de Romandia              | Thomas Dekker        | Rabobank             |
| Giro d'Itàlia                 | Danilo Di Luca       | Liquigas             |
| Volta a Catalunya             | Vladímir Karpets     | Caisse d'Epargne     |
| Critérium del Dauphiné Libéré | Christophe Moreau    | AG2R Prévoyance      |
| Volta a Suïssa                | Vladímir Karpets     | Caisse d'Epargne     |
| CRE Eindhoven                 | Team CSC             | Team CSC             |
| Tour de França                | Alberto Contador     | Discovery Channel    |
| Clàssica de Sant Sebastià     | Leonardo Bertagnolli | Liquigas             |
| Volta a Alemanya              | Jens Voigt           | Team CSC             |
| Vattenfall Cyclassics         | Alessandro Ballan    | Lampre-Fondital      |
| Tour del Benelux              | José Iván Gutiérrez  | Caisse d'Epargne     |
| Volta a Espanya               | Denís Ménxov         | Rabobank             |
| GP Ouest France-Plouay        | Thomas Voeckler      | Bouygues Télécom     |
| Volta a Polònia               | Johan van Summeren   | Predictor-Lotto      |
| París-Tours                   | Alessandro Petacchi  | Team Milram          |
| Giro de Llombardia            | Damiano Cunego       | Lampre-Fondital      |

## Classificacions
|    | Ciclista            | Equip                | Punts |
| -- | ------------------- | -------------------- | ----- |
| 1  | Cadel Evans         | Predictor-Lotto      | 247   |
| 2  | Davide Rebellin     | Gerolsteiner         | 197   |
| 3  | Alberto Contador    | Discovery Channel    | 191   |
| 4  | Alejandro Valverde  | Caisse d'Epargne     | 190   |
| 5  | Óscar Freire        | Rabobank             | 182   |
| 6  | Denís Ménxov        | Rabobank             | 172   |
| 7  | Damiano Cunego      | Lampre-Fondital      | 165   |
| 8  | Kim Kirchen         | T-Mobile Team        | 165   |
| 9  | Samuel Sánchez      | Euskaltel-Euskadi    | 159   |
| 10 | Vladímir Karpets    | Caisse d'Epargne     | 145   |
| 11 | Alessandro Ballan   | Lampre-Fondital      | 135   |
| 12 | Carlos Sastre       | Team CSC             | 127   |
| 13 | Alessandro Petacchi | Team Milram          | 120   |
| 14 | Levi Leipheimer     | Discovery Channel    | 118   |
| 15 | Andy Schleck        | Team CSC             | 111   |
| 16 | Riccardo Riccò      | Saunier Duval-Prodir | 111   |
| 17 | Fränk Schleck       | Team CSC             | 101   |
| 18 | Thomas Dekker       | Rabobank             | 95    |
| 19 | Christophe Moreau   | AG2R Prévoyance      | 88    |
| 20 | Robbie McEwen       | Predictor-Lotto      | 88    |

|    | Equip                 | País          | Punts |
| -- | --------------------- | ------------- | ----- |
| 1  | Team CSC              | Dinamarca     | 392   |
| 2  | Liquigas              | Itàlia        | 354   |
| 3  | Caisse d'Epargne      | Espanya       | 337   |
| 4  | AG2R Prévoyance       | França        | 324   |
| 5  | Quick Step-Innergetic | Bèlgica       | 310   |
| 6  | Saunier Duval-Prodir  | Espanya       | 306   |
| 7  | Discovery Channel     | Estats Units  | 300   |
| 8  | Rabobank              | Països Baixos | 300   |
| 9  | Predictor-Lotto       | Bèlgica       | 293   |
| 10 | Lampre-Fondital       | Itàlia        | 258   |
| 11 | Euskaltel-Euskadi     | Espanya       | 227   |
| 12 | Astana                | Suïssa        | 218   |
| 13 | T-Mobile Team         | Alemanya      | 212   |
| 14 | Gerolsteiner          | Alemanya      | 207   |
| 15 | Crédit Agricole       | França        | 182   |
| 16 | Bouygues Telecom      | França        | 178   |
| 17 | Cofidis               | França        | 177   |
| 18 | Team Milram           | Itàlia        | 148   |
| 19 | Française des Jeux    | França        | 137   |
| 20 | Unibet.com            | Suècia        | 127   |

### Classificació per països
|    | País          | Punts |
| -- | ------------- | ----- |
| 1  | Espanya       | 849   |
| 2  | Itàlia        | 728   |
| 3  | Austràlia     | 520   |
| 4  | Rússia        | 437   |
| 5  | Luxemburg     | 377   |
| 6  | Alemanya      | 337   |
| 7  | Països Baixos | 293   |
| 8  | Bèlgica       | 281   |
| 9  | Estats Units  | 215   |
| 10 | França        | 180   |